# Лом на Римавици
Лом на Римавици (слч. Lom nad Rimavicou) насељено је мјесто са административним статусом сеоске општине (слч. obec) у округу Брезно, у Банскобистричком крају, Словачка Република.

## Становништво
| Година:    | 1994. | 2004.    | 2014.    | 2024.    |
| ---------- | ----- | -------- | -------- | -------- |
| Број људи: | 360   | 309      | 274      | 217      |
| Разлика:   |       | -14,16 % | -11,32 % | -20,80 % |

| Година:    | 2023. | 2024.   |
| ---------- | ----- | ------- |
| Број људи: | 218   | 217     |
| Разлика:   |       | -0,45 % |

Према подацима о броју становника из 2011. године насеље је имало 293 становника.